# Гастінгс (Флорида)
Гастінгс (англ. Hastings) — місто (англ. town) в США, в окрузі Сент-Джонс штату Флорида. Населення — 1262 особи (2020).

## Географія
Гастінгс розташований за координатами 29°43′2″ пн. ш. 81°30′11″ зх. д. / 29.71722° пн. ш. 81.50306° зх. д. (29.717276, -81.503055).  За даними Бюро перепису населення США в 2010 році місто мало площу 4,29 км², з яких 4,29 км² — суходіл та 0,00 км² — водойми.

## Демографія
Згідно з переписом 2010 року, у місті мешкало 580 осіб у 231 домогосподарстві у складі 146 родин. Густота населення становила 135 осіб/км².  Було 291 помешкання (68/км²).
Расовий склад населення:
| - 48,3 % — чорних або афроамериканців - 48,1 % — білих - 0,5 % — корінних американців - 0,3 % — азіатів - 1,0 % — осіб інших рас |

До двох чи більше рас належало 1,7 %. Частка іспаномовних становила 4,5 % від усіх жителів.
За віковим діапазоном населення розподілялося таким чином: 19,3 % — особи молодші 18 років, 61,6 % — особи у віці 18—64 років, 19,1 % — особи у віці 65 років та старші. Медіана віку мешканця становила 42,4 року. На 100 осіб жіночої статі у місті припадало 94,6 чоловіків;  на 100 жінок у віці від 18 років та старших — 90,2 чоловіків також старших 18 років.
Середній дохід на одне домашнє господарство  становив 38 111 долар США (медіана — 26 652), а середній дохід на одну сім'ю — 58 616 доларів (медіана — 53 281). За межею бідності перебувало 26,3 % осіб, у тому числі 17,4 % дітей у віці до 18 років та 30,2 % осіб у віці 65 років та старших.
Цивільне працевлаштоване населення становило 300 осіб. Основні галузі зайнятості: освіта, охорона здоров'я та соціальна допомога — 32,7 %, мистецтво, розваги та відпочинок — 14,3 %, виробництво — 7,7 %, будівництво — 6,7 %.